# Ентерпрайз (Вісконсин)
Ентерпрайз (англ. Enterprise) — місто (англ. town) в США, в окрузі Онейда штату Вісконсин. Населення — 353 особи (2020).

## Демографія
Згідно з переписом 2010 року, у місті мешкало 315 осіб у 146 домогосподарствах у складі 102 родин. Було 460 помешкань
Расовий склад населення:
| - 99,0 % — білих - 0,6 % — корінних американців |

До двох чи більше рас належало 0,0 %. Частка іспаномовних становила 0,3 % від усіх жителів.
За віковим діапазоном населення розподілялося таким чином: 11,4 % — особи молодші 18 років, 56,9 % — особи у віці 18—64 років, 31,7 % — особи у віці 65 років та старші. Медіана віку мешканця становила 52,7 року. На 100 осіб жіночої статі у місті припадало 108,6 чоловіків;  на 100 жінок у віці від 18 років та старших — 106,7 чоловіків також старших 18 років.
Середній дохід на одне домашнє господарство  становив 67 884 долари США (медіана — 60 417), а середній дохід на одну сім'ю — 76 359 доларів (медіана — 72 500). Медіана доходів становила 41 875 доларів для чоловіків та 32 917 доларів для жінок. За межею бідності перебувало 7,5 % осіб, у тому числі 0,0 % дітей у віці до 18 років та 10,1 % осіб у віці 65 років та старших.
Цивільне працевлаштоване населення становило 128 осіб. Основні галузі зайнятості: виробництво — 21,9 %, освіта, охорона здоров'я та соціальна допомога — 20,3 %, мистецтво, розваги та відпочинок — 11,7 %, роздрібна торгівля — 9,4 %.